# 오뚜기
주식회사 오뚜기(OTTOGI CO.,LTD.)는 대한민국의 식품회사이다. 오뚜기센터는 서울특별시 강남구 영동대로 308 (대치동)에 있으며, 본점은 경기도 안양시 동안구 흥안대로 405 (평촌동)에 있다. 계열사로는 (주)조흥, 오뚜기냉동식품(주), 알디에스(주), 상미식품(주), (주)풍림피앤피 등이 있다.

## 연혁
- 1969년 5월 오뚜기 전신인 풍림상사를 창립하였다.
- 1969년 5월 국내 최초 분말 카레 생산 판매
- 1969년 10월 국내 최초 분말스프 개발
- 1970년 4월 국내 최초 '산타스프' 생산
- 1971년 8월 국내 최초 '토마토 케챂' 생산
- 1972년 6월 안양공장 준공, 국내 최초 '마요네스' 생산
- 1973년 7월 기존에 산타스프에서 오뚜기스프로 변경
- 1977년 12월 국내 최초 순식물성 '마아가린' 생산
- 1979년 11월 일본 카고메社와 기술제휴로 손잡고 오뚜기케찹, 오뚜기마요네즈에 대한 생산판매
- 1981년 4월 국내 최초 '레토르트' 제품 생산 (오뚜기 3분 요리인 레토르트 식품의 시초)
- 1986년 7월 국내 최초 전통음식 제품 생산 (오뚜기 '옛날' 제품의 시초)
- 1987년 12월 라면 제조 업체인 청보식품 인수 합병 후 오뚜기라면㈜ 설립
- 1988년 3월 진라면 출시
- 1989년 11월 우지 파동 발생 이후, 오뚜기식품 자회사인 오뚜기라면이 화학적으로 합성한 산화 방지제 대신 천연 토코페롤을 사용한 식물성 기름을 사용한다고 광고문구를 사용했다.
- 1992년 7월 삼남공장 준공
- 1992년 7월 선천성 심장병 어린이 수술비 후원 개시
- 1994년 8월 한국거래소 유가증권 상장
- 1996년 3월 중국의 이금기식품유한공사에 전략적 제휴를 통해 이금기소스를 출시하였다.
- 1996년 5월 상호명을 오뚜기식품㈜에서 ㈜오뚜기로 변경하였다.
- 1997년 4월 오뚜기 뉴질랜드 현지법인공장 준공
- 2004년 8월 대풍공장 준공
- 2005년 11월 제42회 무역의 날 석탑산업훈장 수훈
- 2006년 3월 제33회 상공의 날 석탑산업훈장 수훈
- 2010년 3월 삼화한양식품 인수 오뚜기 자회사 편입
- 2010년 4월 오뚜기센터(대치동) 사옥 입주
- 2012년 1월 2011년 고용창출 100대 우수기업 대통령 표창
- 2013년 3월 나트륨줄이기운동본부와 식품업체 3사 공동으로 나트륨 줄이고, 건강을 올리고 캠페인 전개 (9월에 뉴스채널 YTN에서 캠페인 방영)
- 2016년 12월 2016 가족친화우수기업 인증 획득
- 2017년 2월 오뚜기삼화식품 합병
- 2017년 12월 2018 평창동계올림픽 공식라면공급업체 선정
- 2018년 3월 오뚜기 진라면 출시 30주년
- 2018년 10월 제42회 국가생산성대회 금탑산업훈장 수훈
- 2019년 4월 선천성 심장병 어린이 후원 5,000명 돌파
- 2019년 5월 창립 50주년
- 2020년 1월 오뚜기 베트남 창립 10주년 기념식 개최
- 2020년 11월 오뚜기 레시피 홈페이지 O'Kitchen 오픈
- 2020년 11월 브랜드 경험공간 롤리폴리 꼬또 오픈
- 2021년 1월 한국장애인고용공단-오뚜기 자회사형 장애인표준사업장 설립 추진 MOU 체결
- 2021년 2월 오뚜기 제1회 푸드에세이 공모전 개최
- 2021년 9월 오뚜기 컵라면 점자 표기 적용
- 2021년 11월 자회사형 장애인표준사업장 (주)오뚜기프렌즈 창립
- 2023년 8월 2023 새만금 제25회 세계스카우트잼버리 공식 후원사 선정
- 2024년 ~ 2028년 (가칭)오뚜기 기념관 신축

## 제품 소개
- 분말, 건조식품
- 조미소스/식품
- 레토르트 식품, 간편식
- 곡류가공식품
- 농/축/수산식품류
- 라면류
- 면류
- 식용유지
- 향신료류
- 다류

## 같이 보기
- 오뚜기
- 안양시